# Melanotus ishigakianus
Melanotus ishigakianus là một loài bọ cánh cứng trong họ Elateridae. Loài này được Kishii miêu tả khoa học năm 1974.